# Список епізодів серіалу Зоряний шлях: Пікар
У даному переліку представлено список епізодів американського серіалу «Зоряний шлях: Пікар». Це восьмий серіал у франшизі «Зоряний шлях», в центрі якого перебуває адмірал у відставці Жан-Люк Пікар. Дія розгортається наприкінці XXIV століття, через двадцять років після подій фільму «Зоряний шлях: Відплата» (2002). На сюжетну лінію серіалу вплинуло руйнування Ромула внаслідок вибуху наднової в 2387 році (за оригінальною хронологією), яке призвело до виникнення альтернативної реальності фільмів «Зоряний шлях» (2009), «Зоряний шлях: Відплата» (2013) та «Зоряний шлях: За межами Всесвіту» (2016).
Станом на квітень 2023 року вийшло 30 серій «Зоряного шляху: Пікар», що відбулися в трьох сезонах.  Передісторія подій серіалу викладена в лінійці коміксів «Countdown» («Зворотній відлік»), три випуски-приквели якого побачили світ протягом 2019—2020 років.

Сезон 1 (2020)
| № п/п | № в сезоні | Назва                                              | Режисер          | Сценарист                    | Оригінальний показ | Глядачів у США (млн) |
| ----- | ---------- | -------------------------------------------------- | ---------------- | ---------------------------- | ------------------ | -------------------- |
| 1     | 1          | «Remembrance» «Пам'ять»                            | Ганель Калпеппер | Аківа Голдсман, Джеймс Дафф  | 23 січня 2020      | Буде визначено       |
| 2     | 2          | «Maps and Legends» «Карти і легенди»               | Ганель Калпеппер | Майкл Шебон, Аківа Голдсман  | 30 січня 2020      | Буде визначено       |
| 3     | 3          | «The End Is the Beginning» «Кінець - це початок»   | Ганель Калпеппер | Майкл Шебон, Джеймс Дафф     | 6 лютого 2020      | Буде визначено       |
| 4     | 4          | «Absolute Candor» «Абсолютна відвертість»          | Джонатан Фрейкс  | Майкл Шебон                  | 13 лютого 2020     | Буде визначено       |
| 5     | 5          | «Stardust City Rag» «Ганчірка міста зоряного пилу» | Джонатан Фрейкс  | Кірстен Бейєр                | 20 лютого 2020     | Буде визначено       |
| 6     | 6          | «The Impossible Box» «Неможлива коробка»           | Майя Врілло      | Нік Заяс                     | 27 лютого 2020     | Буде визначено       |
| 7     | 7          | «Nepenthe» «Непенте»                               | Даг Аарніокоскі  | Саманта Гамфрі і Майкл Шебон | 5 березня 2020     | Буде визначено       |
| 8     | 8          | «Broken Pieces» «Розбиті шматки»                   | Майя Врілло      | Майкл Шебон                  | 12 березня 2020    | Буде визначено       |
| 9     | 9          | «Et in Arcadia Ego-1» «І в Аркадії я»              | Аківа Голдсман   | Майкл Шебон; Аєлет Волдман   | 19 березня 2020    | Буде визначено       |
| 10    | 10         | «Et in Arcadia Ego-2» «І в Аркадії я-2»            | Аківа Голдсман   | Майкл Шебон                  | 26 березня 2020    | Буде визначено       |

Сезон 2 (2022)
| № п/п | № в сезоні | Назва                                         | Режисер         | Сценарист                                         | Оригінальний показ | Глядачів у США (млн) |
| ----- | ---------- | --------------------------------------------- | --------------- | ------------------------------------------------- | ------------------ | -------------------- |
| 11    | 1          | «The Star Gaze» «Старгейзер»                  | Даг Аарнікоскі  | Аківа Голдсман; Террі Маталас                     | 3 березня 202      | Буде визначено       |
| 12    | 2          | «Penance» «Спокута»                           | Даг Аарнікоскі  | Аківа Голдсман, Террі Маталас і Крістофер Монфетт | 10 березня 2022    | Буде визначено       |
| 13    | 3          | «Assimilation» «Асиміляція»                   | Ліа Томпсон     | Кайлі Россеттер; Крістофер Монфетт                | 17 березня 2022    | Буде визначено       |
| 14    | 4          | «Watcher» «Спостерігач»                       | Ліа Томпсон     | Джуліана Джеймс; Джейн Меггс                      | 24 березня 2022    | Буде визначено       |
| 15    | 5          | «Fly Me to the Moon» «Відвези мене на Місяць» | Джонатан Фрейкс | Сінді Аппель                                      | 31 березня 2022    | Буде визначено       |
| 16    | 6          | «Two of One» «Два з одного»                   | Джонатан Фрейкс | Сінді Аппель; Джейн Меггс                         | 7 квітня 2022      | Буде визначено       |
| 17    | 7          | «Monsters» «Монстри»                          | Джо Менендес    | Джейн Меггс                                       | 14 квітня 2022     | Буде визначено       |
| 18    | 8          | «Mercy» «Милосердя»                           | Джо Менендес    | Сінді Аппел; Кірстен Бейер                        | 22 квітня 2022     | Буде визначено       |
| 19    | 9          | «Hide and Seek» «Хованки»                     | Майкл Вівер     | Метт Окумура; Кріс Деррік                         | 28 квітня 2022     | Буде визначено       |
| 20    | 10         | «Farewell» «Прощання»                         | Майкл Вівер     | Крістофер Монфетт; Аківа Голдсман                 | 5 травня 2022      | Буде визначено       |

Сезон 3 (2023)
| № п/п | № в сезоні | Назва                                      | Режисер          | Сценарист                     | Оригінальний показ | Глядачів у США (млн) |
| ----- | ---------- | ------------------------------------------ | ---------------- | ----------------------------- | ------------------ | -------------------- |
| 21    | 1          | «The Next Generation» «Наступне покоління» | Даг Арніокоскі   | Террі Маталас                 | 16 лютого 2023     | Буде визначено       |
| 22    | 2          | «Disengage» «Відключити»                   | Даг Арніокоскі   | Крістофер Монфетт; Шон Третта | 23 лютого 2023     | Буде визначено       |
| 23    | 3          | «Seventeen Seconds» «Сімнадцять секунд»    | Джонатан Фрейкс  | Джейн Меггс; Сінді Аппель     | 2 березня 2023     | Буде визначено       |
| 24    | 4          | «No Win Scenario» «Сценарій без виграшу»   | Джонатан Фрейкс  | Террі Маталас; Шон Третта     | 9 березня 2023     | Буде визначено       |
| 25    | 5          | «Imposters» «Самозванці»                   | Ден Лю           | Сінді Аппель; Кріс Деррік     | 16 березня 2023    | Буде визначено       |
| 26    | 6          | «The Bounty» «Баунті»                      | Ден Лю           | Крістофер Монфетт             | 23 березня 2023    | Буде визначено       |
| 27    | 7          | «Dominion» «Домініон»                      | Дебора Кампмайєр | Джейн Меггс                   | 30 березня 2023    | Буде визначено       |
| 28    | 8          | «Surrender» «Капітуляція»                  | Дебора Кампмайєр | Метт Окумура                  | 6 квітня 2023      | Буде визначено       |
| 29    | 9          | «Vox» «Голос»                              | Террі Маталас    | Шон Третта; Кайлі Россеттер   | 13 квітня 2023     | Буде визначено       |
| 30    | 10         | «The Last Generation» «Останнє покоління»  | Террі Маталас    | Террі Маталас                 | 20 квітня 2023     | Буде визначено       |